# Andorinhão-de-sobre-branco
Andorinhão-d'uropígio-branco ou andorinhão-de-sobre-branco (nome científico: Chaetura spinicaudus) é uma espécie de ave pertencente à família dos apodídeos. Se reproduz em áreas florestais da Costa Rica ao sul e leste da Colômbia, Equador, Venezuela, Guianas, Trinidad e nordeste do Brasil.

## Subespécies
São reconhecidas quatro subespécies:
- Chaetura spinicaudus aetherodroma (Wetmore, 1951) - centro e leste do Panamá, noroeste da Colômbia até o sudoeste do Equador.
- Chaetura spinicaudus latirostris (Zimmer & Phelps, 1952) - sul da Venezuela até a fronteira com o Brasil e Delta Amacuro.
- Chaetura spinicaudus spinicaudus (Temminck, 1839) - leste da Venezuela, Guianas e norte do Brasil (norte do Amapá).
- Chaetura spinicaudus aethalea (Todd, 1937) - centro do Brasil ao sul do rio Amazonas.